# Deutschlandsender
«Немецкое радио» («Deutschlandsender») — составная часть Германского демократического радио и Радиовещания ГДР в 1947—1953 и в 1954—1991 гг. и одноимённая радиопрограмма по которой она вещала.

## Передачи

### Информационные программы
- Новости ежечасно
- «ДС Актуэлл» («DS Aktuell») — радиогазета в 13.00-13.30, 17.00-19.00 и 22.30-23.00

### Информационно-музыкальные программы
- «Фрюпрограмм» («Fruehprogramm») — утренняя передача (существовала уже в 1976 году[1])
- «Дие Бунте Велле» («Die bunte Welle») — предобеденная передача в 09.05-11.00
- «Музикжурналь» («Musikjournal») — дневная передача в 15.05-16.00
- «Информацион унд Музик» («Information und Musik») — послеобеденная передача в 17.05-19.00
- «Нахтпрограмм» («Nachtprogramm») — ночная передача[2]

### Литературно-драматические программы
- Радиоспектакли (раз в неделю по будням)